# Mascaras, Gers
Mascaras är en kommun i departementet Gers i regionen Occitanien i sydvästra Frankrike. Kommunen ligger i kantonen Montesquiou som tillhör arrondissementet Mirande. År 2022 hade Mascaras 59 invånare.

## Befolkningsutveckling
Antalet invånare i kommunen Mascaras
Referens:INSEE